# Гневенщина
Гневенщи́на (бел. Гневяншчына, иногда встречается название Гневенщизна (бел. Гневяншчы́зна)) — деревня в Гродненском районе Гродненской области Беларуси. Входит в состав Коптёвского сельсовета. Население составляет 25 человек (2019).
Деревня известна ещё со времён польско-литовских татар (входила в число самых больших татарских деревень наравне с Дайлидки, Королиново и Тарусичи). В 1921–1939 годах входила в состав гмины Кузница тогдашнего Белостокского воеводства, после второй мировой войны вошла в состав БССР. До 21 августа 1989 года деревня входила в состав Коробчицкого сельсовета, до 20 сентября 2002 года — в состав Барановичского сельсовета.
На территории деревни располагается Форт V Гродненской крепости.

## Население

### Численность
- 2025 год — 20 жителей (13 хозяйств)
- 2019 год — 25 жителей

### Динамика
- 2010 год — 38 человек
- 1999 год — 40 человек